# Leere Saite
Als leere Saite (ital. corda vuota, engl. open string; frz. corde à vide) wird die in voller Länge schwingende Saite eines Zupf- oder Streichinstruments bezeichnet. Die Saite wird angeschlagen, gestrichen oder gezupft, ohne dass sie durch Fingeraufsatz auf das Griffbrett verkürzt wird. Auf diese Weise erklingt der Grundton, der tiefst mögliche Ton der Saite. 
Die leere Saite klingt im Hinblick auf die Klangfarbe anders – offener – als ein durch Abgreifen in den Lagen auf dem Griffbrett erzeugter Ton. Bei Streichinstrumenten ist ein Vibrato nur mittels Bogen als Bogenvibrato, bei den Saiteninstrumenten insgesamt eine Beeinflussung des Tones höchstens im Lautstärkebereich möglich. Wird eine leere Saite vom Komponisten gewünscht, so kann er das durch eine Null über der Note anzeigen.
Auch bei den Aliquotsaiten, Resonanzsaiten und Sympathiesaiten handelt es sich um leere Saiten. Im Unterschied zu den Spielsaiten werden sie nicht direkt zum Klingen gebracht, sondern schwingen durch Resonanz mit. Auch Bordunsaiten erklingen als leere Saiten. 
Solche leeren Saiten finden sich bei Streichinstrumenten, wie der Viola d’amore, dem Baryton, der Drehleier, der bulgarischen Gadulka, und bei verschiedenen Bauformen der Fideln sowie bei Zupfinstrumenten wie Laute und Theorbe, den indischen Instrumenten Sarangi, Sarod und Sitar und der schwedischen Nyckelharpa. Auch Flügel wurden um die Jahrhundertwende 1900 mit zusätzlichen Resonanzsaiten gebaut, zum Beispiel der Blüthner Aliquotflügel. 
Bei Instrumenten, bei denen immer die volle Saitenlänge erklingt, wie z. B. Harfe, Leier oder die als Musikinstrument verwendete Form des Monochords, bestimmt der Klang der leeren Saiten insgesamt den Charakter des Instruments. Die Verwendung des Begriffs „leere Saite“ erübrigt sich dabei. 

## Music on Open Strings
Mit ihrer Sinfonie Music on Open Strings (Musik für leere Saiten) (1973/74) für Streichorchester hatte die US-amerikanische Komponistin Gloria Coates 1978 auf dem Musikfestival Warschauer Herbst einen internationalen Erfolg.